# 재능기부
재능기부란 개인이 가지고 있는 재능을 개인의 이익이나 기술개발에만 몰두하지 않고 이를 활용해 사회에 기여하는 새로운 기부형태를 일컫는다. 즉 개인이 가진 재능을 사회단체 또는 공공기관 등에 기부하여 사회에 공헌하는 것이다.

## 재능기부와 봉사활동
재능기부가 봉사활동과 다른 점은 개인의 차이를 존중한다는 데 있다. 재능기부는 각자가 가진 재능을 사회에 환원한다는 점에서 의미가 있다. 기부를 받아야 할 대상이 다양한 만큼 기부할 수 있는 재능도 다양하다. 돈을 내는 금전 기부가 1회성이 대부분인데 비해 이런 재능기부는 각자의 전문성과 지식을 바탕으로 한 지속적인 기부형태라는 점에서 한 단계 진화한 기부 모델이라는 평가를 받는다.

## 분류
조선일보는 재능기부를 크게 다섯가지 분야로 분류하고 있다.
- 의료 소외계층 대상 보건ㆍ의료활동
- 문화ㆍ예술 관련 활동
- 사회복지 분야 활동
- 멘토링, 상담 등 청소년 분야 활동
- 해비타트, 체육 봉사 등 몸을 사용하는 활동

## 프로 보노 퍼블리코(Pro Bono Publico)
프로 보노 퍼블리코란 재능기부를 말하면서 빼놓을 수 없는 용어이다. 재능기부는 사실 최근에 시작된 것은 아니다. 미국변호사협회는 1993년 방침을 정해 소속 변호사들이 연간 50시간 이상 사회공헌활동을 하도록 규정하고 있다. 변호사를 쓸 여건이 되지 않는 어려운 사람들을 위해 무료 변론이나 법률상담 서비스를 해주는 경우가 가장 많다. 이렇게 지식이나 기술을 활용해 사회공헌활동을 하는 것을 프로 보노라고 한다. 여기에 공익이라는 말을 더해 라틴어로 프로 보노 퍼블리코 라고 부른다.

## 비판
대한민국의 예술계와 언론계에서는 예술가에 대한 소득보장 없이 예술가들에게 무료로 재능기부를 강요하는 대한민국의 정부기관들을 비판하고 있다.